# Bouchavesnes-Bergen
 Bouchavesnes-Bergen  es una población y comuna francesa, en la región de Picardía, departamento de Somme, en el distrito de Péronne y cantón de Péronne.
Totalmente destruida durante la Primera Guerra Mundial, fue reconstruida con el apoyo financiero del armador noruego Haakon Wallem y de la ciudad de Bergen. En agradecimiento, se añadió el nombre de ésta al de la población.

## Demografía
| 247 | 239 | 225 | 277 | 359 | 326 |
| Para los censos de 1962 a 1999 la población legal corresponde a la población sin duplicidades (Fuente: INSEE [Consultar]) |     |     |     |     |     |